# Land Sieradz

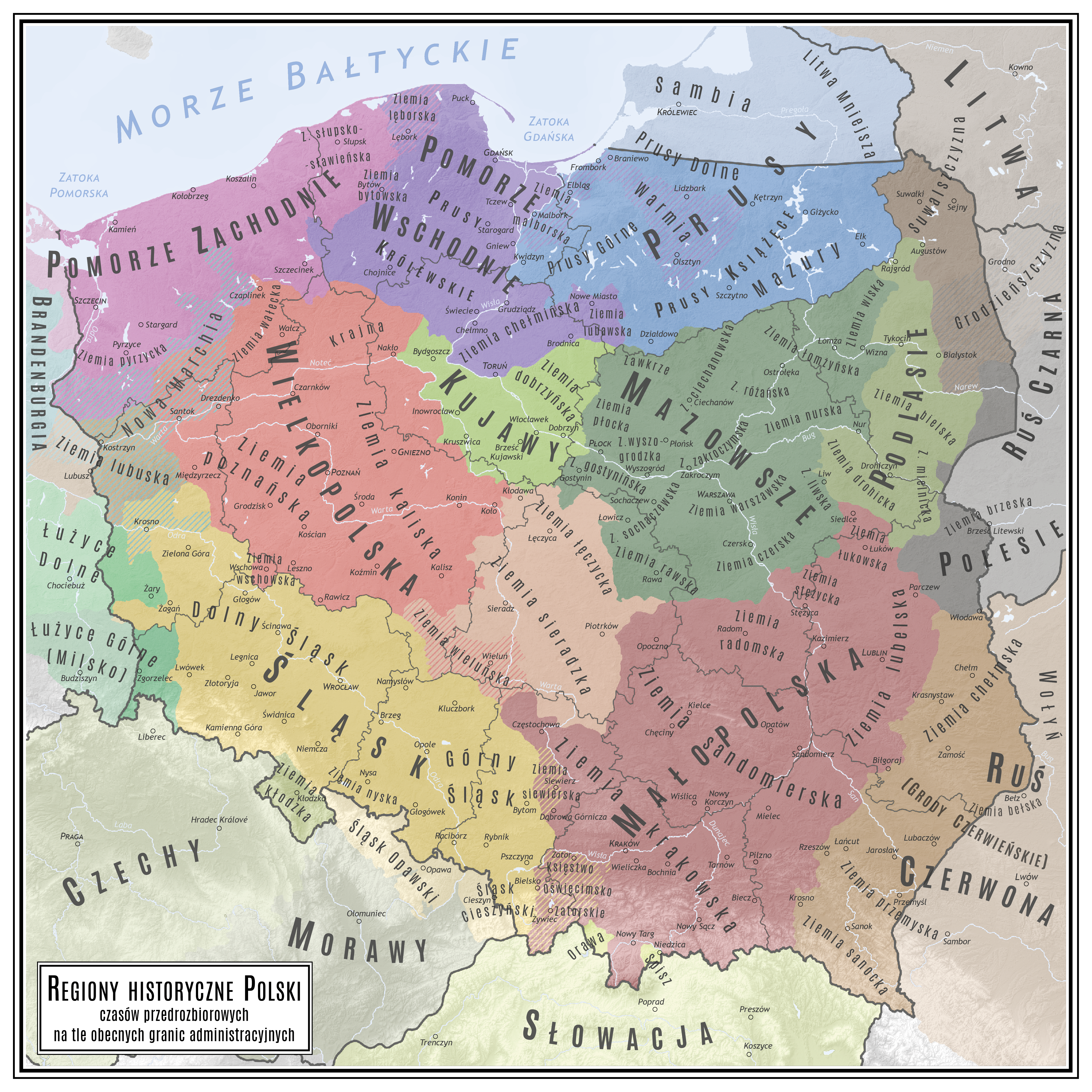
Land Sieradz in der Mitte Polens

Das Land Sieradz (polnisch: Ziemia sieradzka, lateinisch: Terra Siradiensis) ist eine polnische Landschaft in Zentralpolen. Es schließt südlich und südwestlich an das Land Łęczyca an und umfasst etwa den südlichen und westlichen Teil der Woiwodschaft Łódź. Westlich liegt Großpolen und südwestlich das Weluner Land. Im Südosten grenzt es an Kleinpolen. Der Name leitet sich von der Stadt Sieradz ab. Größte Stadt ist Łódź, das allerdings größtenteils im Land Łęczyca liegt, und Piotrków Trybunalski.

## Geschichte
Das Herzogtum Sieradz wurde 1264 aus dem Herzogtum Łęczyca ausgegliedert, bis es als erledigtes Lehen 1339 an das Königreich Polen gelangte, wo es bis 1793 als Woiwodschaft Sieradz im Rahmen der Provinz Großpolen funktionierte. Piotrków Trybunalski wurde zu einem wichtigen Tagungsort des polnisch-litauischen Sejm und der Zentraltribunale der Adelsrepublik. Nach der Zweiten Polnischen Teilung kam es zum Königreich Preußen, 1807 kurzzeitig zum Herzogtum Warschau und nach dem Wiener Kongress zu Kongresspolen. Im 19. Jahrhundert war eines der wichtigsten Zentren der Textilindustrie Mitteleuropas, was den rasanten Aufstieg von Łódź ermöglichte. Heute ist die Region Teil der Woiwodschaft Łódź, wobei sich kleine Teile auch in der Woiwodschaft Schlesien und Woiwodschaft Großpolen befinden.